# Dolneni (kommun)
Dolneni (makedonska: Долнени) är en kommun i Nordmakedonien. Den ligger i den centrala delen av landet, 60 kilometer söder om huvudstaden Skopje. Antalet invånare är 13 934. Arean är 412 kvadratkilometer.
Följande samhällen finns i kommunenDolneni:
- Dolneni
- Žitoše
- Lažani
- Desovo
- Crnilište
- Ropotovo
- Peštalevo
- Brailovo
- Sekirci
- Zapolžani
- Drenovci
- Senokos
- Rilevo
- Belo Pole
- Novoselani
- Zrze
- Slepče
- Košino
- Vranče
- Lokveni
- Nebregovo
- Gostiražni
- Kostinci
- Dolgaec
- Dupjačani
- Strovija
- Sredorek
- Zabrčani
- Sarandinovo
- Gorno Selo